# Club Ninja
Club Ninja es el décimo álbum de estudio de Blue Öyster Cult, lanzado en 1985 por Columbia Records.
No obstante el regreso de Sandy Pearlman como productor, "Club Ninja" vendió unas 175.000 copias, quedando muy lejos de alcanzar el certificado "oro" en los Estados Unidos, por lo cual los ejecutivos de Columbia lo consideraron un claro fracaso comercial, teniendo en cuenta los costos de producción.
El primer sencillo promocional: "Dancing in the Ruins" fue un hit menor, tanto en la radio, como en formato videoclip, a través de la cadena MTV.
"When the War Comes" incluye una breve introducción del afamado conductor radial Howard Stern, cuya prima estaba casada con el cantante del grupo, Eric Bloom.
"Club Ninja" es el único álbum de Blue Öyster Cult sin el teclista Allen Lanier, quien fue reemplazado para la ocasión por el sesionista Tommy Zvoncheck, mientras que Jimmy Wilcox se hizo cargo de la batería.

## Lista de canciones
Lado A
1. "White Flags" – 4:42
2. "Dancin' in the Ruins" – 4:01
3. "Make Rock Not War" – 3:58
4. "Perfect Water" – 5:31
5. "Spy in the House of the Night" – 4:23

Lado B
1. "Beat 'Em Up" – 3:24
2. "When the War Comes" – 6:03
3. "Shadow Warrior" – 5:42
4. "Madness to the Method" – 7:26

## Personal
- Eric Bloom: voz, guitarra
- Buck Dharma (Donald Roeser): guitarra líder, teclados, voz
- Joe Bouchard: bajo, guitarra, voz
- Tommy Zvoncheck: sintetizadores, piano, órgano
- Jimmy Wilcox: batería